# The Game of Liberty
The Game of Liberty er en britisk stumfilm fra 1916 af George Loane Tucker.

## Medvirkende
- Gerald Ames som Paul Walmsley.
- Douglas Munro som Joseph H. Parker.
- Laura Cowie som Eva Parker.
- Bert Wynne som Cullen.
- Sydney Fairbrother som Mrs. Bundercombe.